# 熊本洋学校教師館ジェーンズ邸

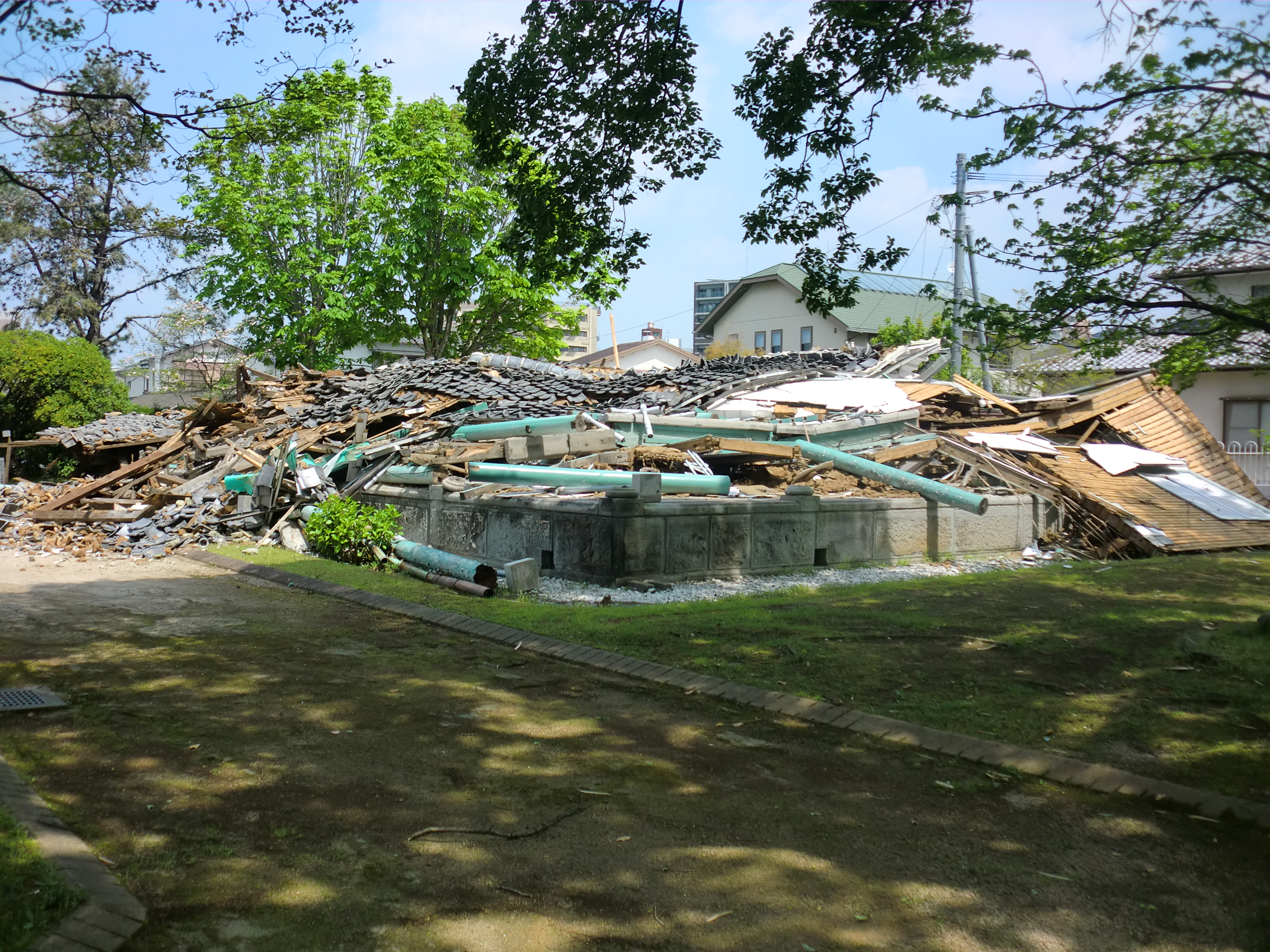
2016年4月16日の熊本地震で崩壊したジェーンズ邸

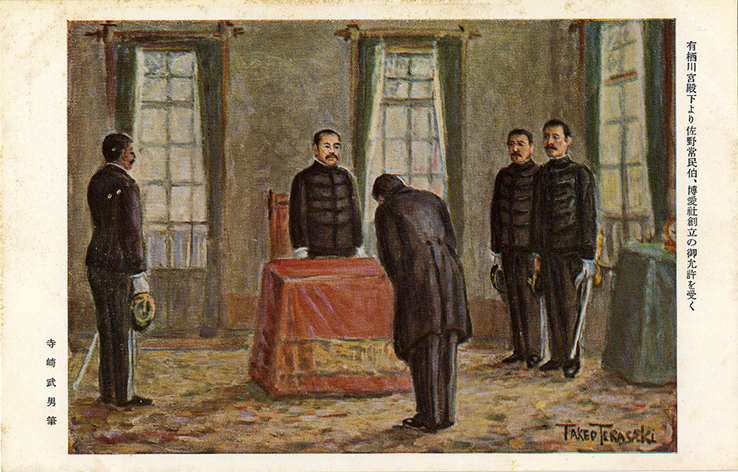
有栖川宮熾仁親王から博愛社設立の許可を受ける佐野常民

熊本洋学校教師館ジェーンズ邸（くまもとようがっこう きょうしかん ジェーンズてい）は、熊本県熊本市中央区にある歴史的建造物。

## 概要

### 発祥
熊本藩が明治4年（1871年）に古城（ふるしろ、現：熊本市中央区新町）に熊本洋学校を開設した際に招いたアメリカ人教師リロイ・ランシング・ジェーンズとその家族のために熊本城近くに造らせた邸宅である。長崎の大工が大浦居留地のデント商会建物（旧長崎イギリス領事館の先代）を手本に造った。明治9年（1876年）洋学校は閉鎖。
明治10年（1877年）の西南戦争では政府軍本営として使用された。この西南戦争の際に佐野常民が征討大総督有栖川宮熾仁親王（ありすがわのみやたるひとしんのう）から博愛社（のちの日本赤十字社の前身）の設立許可を受けた。
その後、所有者とともに用途もたびたび変遷し、県庁官舎や高校の職員室、日露戦争後のロシア兵収容所などにも使用された。1932年（昭和7年）には日本赤十字社の所有となり記念館、さらに第二次世界大戦後には診療所や血液センターにも使用された。
この間に建物の移築も繰り返され、3回の移築を経て1970年（昭和45年）に熊本市中央区水前寺に移築保存されていた。そして同年に熊本市指定文化財、翌1971年（昭和46年）年には熊本県指定重要文化財に指定された。

### 倒壊と再建
2016年（平成28年）4月14日に発生した熊本地震の前震により建物の壁が崩落する被害に遭い、同月16日未明の本震で建物が倒壊した。熊本市は建物の修復は困難としていた。しかし、地震後初の保存修理検討委員会が現地を開き、2020年度の再建再開を目指して5億円をかけ復旧を図る方針を了承した。場所を旧熊本市立体育館跡地（水前寺江津湖公園の水前寺地区）に移して再建工事が行われた。
2017年（平成29年）3月に熊本県立大学が「ジェーンズ邸復興プロジェクト」を始動、熊本地震で被災した文化財を「ペーパークラフトを作って、知って、そして救おう!」をテーマに再建の支援を行った。
2023年（令和5年）3月17日に再建工事が完了。同年9月1日に一般公開を再開した。

## 建築
建物は木造2階建。意匠は洋風であるが、主たる構造は伝統的な軸組工法を用いている。外観は「ベランダ・コロニアル」という様式になっており、特に2階のベランダの柱の間にみられるスパンドレルの飾りなどの疑洋風建築が特徴とされる。土塗り壁で、屋根は和小屋でありの瓦葺きである（葺土あり）。
2023年の再建工事では創建当時の姿が目標とされ、創建時の部材が70%程度残され、外壁の色も創建当時の「鼠漆喰」となった。

## 参観案内
- 営業時間：9時30分 - 16時30分
- 休日：月曜（月曜日が祝日の場合は翌火曜日が休館）、12月29日 - 1月3日

### 所在地
- 所在地：熊本市中央区水前寺公園12番10号[1]。

### 交通アクセス
- 公共交通機関利用の場合
  - JR九州豊肥本線新水前寺駅下車→熊本市電新水前寺駅前停留場にて健軍町行き乗車、市立体育館前停留場下車→目的地まで所要時間目安3分[1]
  - 産交バス・都市バス・電鉄バス「水前寺公園前」下車徒歩2分[1]